# Kalwaria Pacławska

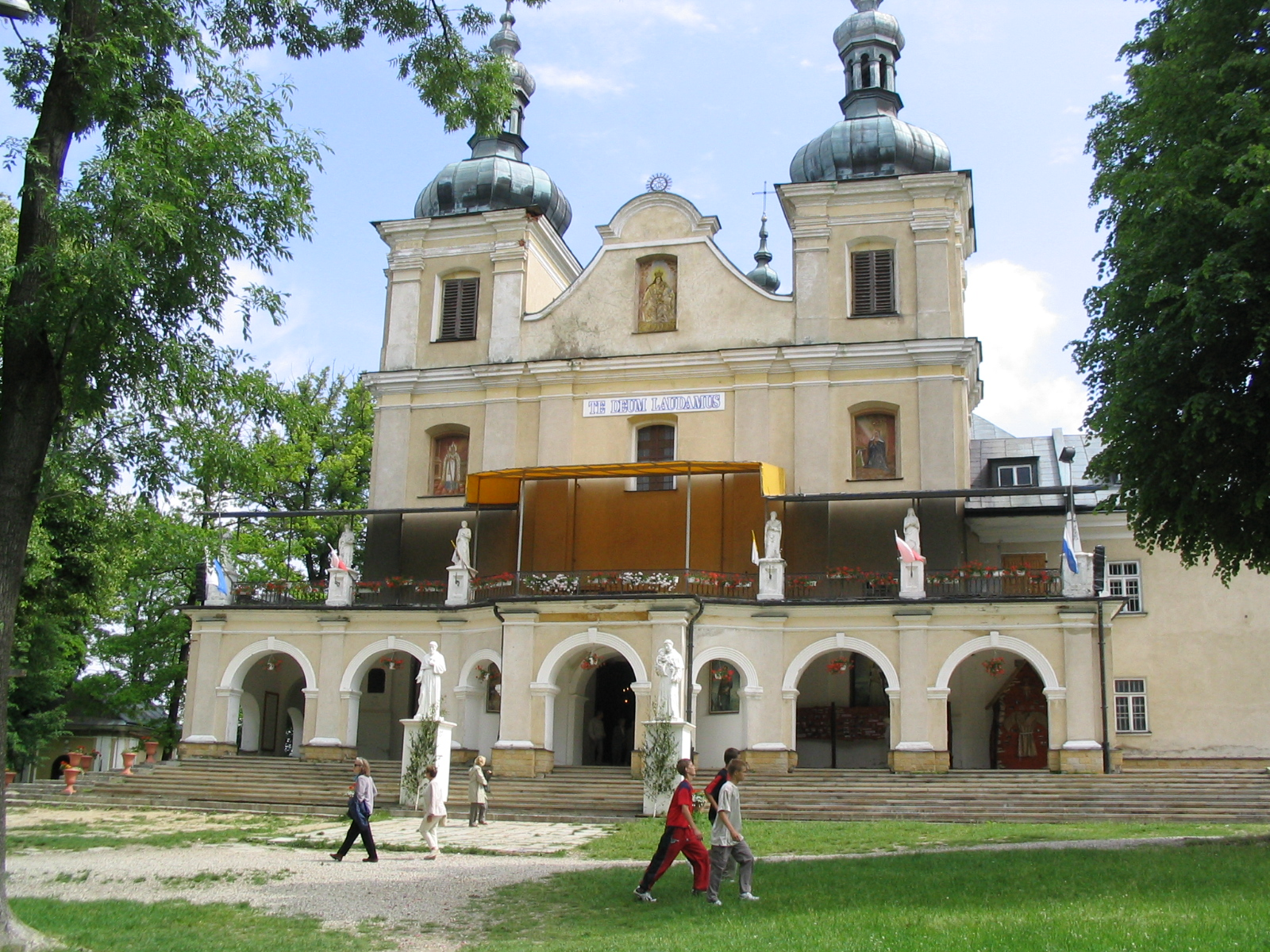
Kirche im Ort

Kalwaria Pacławska ist eine Ortschaft mit einem Schulzenamt der Gemeinde Fredropol im Powiat Przemyski der Woiwodschaft Karpatenvorland in Polen.

## Geographie
Der Ort liegt im Przemyśler Vorgebirge an einem Hügel (465 m) am südlichen Ufer des Flusses Wiar.

## Geschichte
Die Gründung des Orts ist damit verbunden, dass Kalvarienberge in Polen im 17. Jahrhundert in Mode waren. Andrzej Maksymilian Fredro hielt einen Hügel in Pacław für geeignet. Im Jahr 1668 zogen Franziskaner in ein Holzkloster an der Stelle des heutigen Ortes. Die erste Kirche und das Kloster brannten in der Mitte des 18. Jahrhunderts nieder. Die heutigen Gebäude wurden in den Jahren 1770 bis 1775 erbaut, die Kirche erhielt 2020 den Titel einer Basilica minor.
Bei der Ersten Teilung Polens kam Kalwaria Pacławska 1772 zum neuen Königreich Galizien und Lodomerien des habsburgischen Kaiserreichs (ab 1804).
1918, nach dem Ende des Ersten Weltkriegs und dem Zusammenbruch der k.u.k. Monarchie, kam die Gemeinde zu Polen. Im Jahr 1921 hatte die Gemeinde 63 Häuser und 298 Einwohner, davon 279 waren römisch-katholisch, 16 griechisch-katholisch, 3 waren Juden. Im Zweiten Weltkrieg gehörte die Stadt zuerst zur Sowjetunion und ab 1941 zum Generalgouvernement.
Von 1975 bis 1998 gehörte Kalwaria Pacławska zur Woiwodschaft Przemyśl.